# Juan Casiano
Juan Casiano är en ort i Mexiko.   Den ligger i kommunen Chinampa de Gorostiza och delstaten Veracruz, i den sydöstra delen av landet, 270 km nordost om huvudstaden Mexico City. Juan Casiano ligger 51 meter över havet och antalet invånare är 265.
Terrängen runt Juan Casiano är huvudsakligen platt, men den allra närmaste omgivningen är kuperad. Runt Juan Casiano är det ganska tätbefolkat, med 179 invånare per kvadratkilometer. Närmaste större samhälle är Naranjos, 5,3 km söder om Juan Casiano. Trakten runt Juan Casiano består till största delen av jordbruksmark.